# Tallaght
Tallaght (iriska: Tamhlacht) är en ort i republiken Irland.   Den ligger i provinsen Leinster, i den östra delen av landet, 10 km sydväst om huvudstaden Dublin. Tallaght ligger 103 meter över havet och antalet invånare är 64 282.
Terrängen runt Tallaght är platt åt nordväst, men åt sydost är den kuperad. Terrängen runt Tallaght sluttar norrut.Runt Tallaght är det ganska tätbefolkat, med 104 invånare per kvadratkilometer. Närmaste större samhälle är Dublin, 9,8 km nordost om Tallaght. Runt Tallaght är det i huvudsak tätbebyggt.